# Gerda Ploug Sarp
Gerda Ploug Sarp (8. december 1881- 16. maj 1968) var en dansk tegner. Hun illustrerede livet igennem både tidsskrifter, bøger og tegnede de fleste af samtiden kendte.
Sarp ville have været maler, men kom aldrig ordentligt i gang med det, fordi hun fik så mange opgaver som tegner. Hun kom på Kunstakademiet i 1903, hvor hun også mødte sin mand, maleren Otto Sørensen. I 1916 skiftede de begge navn til Sarp.
I 1915 blev hun fast tilknyttet som tegner på Berlingske Tidende og havde særligt sit virke på Det Kgl. Teater, hvor hun tegnede forestillinger og kunstnere til avisen. Samtidigt illustrerede hun flere af de store danske samtidsromaner.
Under besættelsen blev ægteparret Sarp taget gidsler i oktober 1944, fordi en af deres venner var eftersøgt af Gestapo. De blev ført til Vestre Fængsel og Frøslevlejren til marts 1945. Gerda Plough Sarp udgav efter besættelsen "Kvinder i Bur" en illustreret, intens førstehåndsskildring af oplevelsen.
Hun var erhvervsaktiv til hun var over 75 år gammel.